# Sultanatet Gujarat
Sultanatet Gujarat var en muslimsk statsbildning i det ungefärliga område där idag den indiska delstaten Gujarat finns. Den förste sultanen utropades 1394. Sultanen Nasir al-Din Ahmad Shah I grundade huvudstaden Ahmedabad 1412. Sultanatet ockuperades av stormogulen Humajun 1535-1536. Humajuns son, Akbar den store, erövrade sultanatet 1573. Den siste sultanen, Shams al-Din Muzaffar III, återtog tillfälligt sitt rike under 1583, varefter sultanatet definitivt kom att lyda under mogulriket.